# União Nacional FC
União Nacional FC is een Braziliaanse voetbalclub uit Macaé in de staat Rio de Janeiro.

## Geschiedenis
De club werd opgericht in 1946. In 1987 was het de eerste club uit de stad die het profstatuut aannam en ging zo in de derde klasse van het Campeonato Carioca spelen. Na twee seizoenen werd de club kampioen en promoveerde naar de tweede klasse. In 1990 promoveerde de club zelfs naar de hoogste klasse. Na twee seizoenen degradeerde de club. Ook namen ze in 1991 en 1992 deel aan de Copa Rio, waar de club in 1992 tweede werd in de groepsfase achter Americano.  
De club veranderde de naam in União Macaé EC en degradeerde in 1993 voor een tweede keer op rij. Door financiële problemen werd de voetbalafdeling in 1995 gesloten. De club fuseerde met Barra FC en werd zo AE Macaé Barra Clube. De club promoveerde dat jaar weer naar de tweede klasse, waar de club nog twee seizoenen speelde. De club speelde dat jaar nog de Copa Rio, maar trok zich hierna terug uit het profvoetbal. 
In 1999 wilde de club nog terugkeren naar het profvoetbal maar kon toen de contributie die de FERJ vroeg niet betalen. 